# Villa Campi
Pour les articles homonymes, voir Campi (homonymie).
Villa Campi est une localité argentine située dans le partido de San Nicolás, dans la province de Buenos Aires.

## Démographie
La localité compte 5 325 habitants (Indec, 2010), ce qui représente une augmentation par rapport au recensement précédent de 2001 qui comptait 613 habitants.